# Odaiyakulam
Odaiyakulam es una ciudad y nagar Panchayat situada en el distrito de Coimbatore en el estado de Tamil Nadu (India). Su población es de 13370 habitantes (2011).

## Demografía
Según el censo de 2011 la población de Odaiyakulam era de 13370 habitantes, de los cuales 6584 eran hombres y 6786 eran mujeres. Odaiyakulam tiene una tasa media de alfabetización del 73,46%, inferior a la media estatal del 80,09%: la alfabetización masculina es del 80,39%, y la alfabetización femenina del 66,77%.